# Афросамурай: Воскрешение
«Афросамурай: Воскрешение» (англ. Afro Samurai: Resurrection) — фантастическое аниме режиссёра Фуминори Кидзаки. Является продолжением аниме 2007 года Афросамурай, созданного по одноимённой манге. Номинант премии «Эмми» в категории «лучшая анимационная программа длительностью более часа» 2009 года.

## Сюжет
Афро отказывается носить повязку № 1, как того требуют правила, и проводит свои дни за изготовлением деревянных скульптур людей из своего прошлого, а не боях. На мосту, после рыбалки, группа людей бросает ему вызов, но он легко одерживает победу. Одной тёмной, штормовой ночью Джинно (теперь бездумно исполняющий приказы) и таинственная женщина по имени Сио атакуют Афро. Джинно легко побеждает его и забирает повязку № 1 для Сио, а затем разоряет могилу отца Афро. Сио оказывается сестрой Джинно. Она говорит Афро о своих планах воскресить его отца, Рокутаро, чтобы мучить его в отместку за то, что Афро разрушил множество жизней, в том числе её и брата. Сио бросает Афро вызов найти повязку № 2, чтобы сразиться с ней по правилам. Афро, решив вернуть повязку № 1 и останки своего отца, пускается на поиски повязки № 2. В «Lady’s Luck Town» в стриптиз клубе он находит брата № 1 (который находится в стоячей инвалидной коляске и подсоединен к катетеру) и № 3 и играет в кости с братом № 3. № 3 жульничает, и Афро, угрожая убить его, наконец-то узнает, что носителем повязки № 2 является человек по имени Шичигоро.
Афро, в поисках Шичигоро, случайно убивает похитителя его сына, за что Шичигоро должен купить ему выпивку. В конечном счёте они сражаются до смерти за повязку № 2, и после одержания победы Афро пускается на поиски Сио. Сын Шичигоро, ставший свидетелем смерти своего отца, рыдает и клянется отомстить за него, как в своё время клялись Афро и Джастис. По дороге он наблюдает трёх войнов-андроидов в масках. Эти андроиды были частью первоначального плана Сио по финальной битве с Афро.
Афро сражается и побеждает трёх андроидов, в то время как Сио пытается воскресить его отца с контролируемым сознанием. Она оживляет Рокутаро до того, как он полностью восстановлен, сделав его бездумной и частично управляемой машиной для убийства. Афро сталкивается с Сио, Джинно и своим воскресшим отцом. Афро решает биться со своим отцом, и тот побеждает и убивает его (остановив его сердце ударом). У Джинно происходит внезапная вспышка воспоминаний о том, что он был другом и спарринг партнёром с Афро в детстве, и он пытается помочь Афро. Его немедленно приканчивает Рокутаро. Ему на помощь спешит Сио, но Рокутаро убивает и её. Кибернетические останки Джинно дают электрический импульс. который проходит через пролитую кровь Сио и запускают биение сердца Афро. Афро побеждает Рокутаро, и выходит с поля боя повязкой № 1 на голове и № 2 на руке. Он проходит мимо сына Шичигоро, который следил за ним все это время, и отдает ему повязку № 2, чтобы тот мог вызвать его на бой, когда будет готов.
В сцене после титров, к Такимото приходит таинственная личность, которой оказывается Джастис.

## Производство
В интервью Associated Press в 2007 году, Такаси Окадзаки подтвердил, что готовится сиквел «Афросамурая», и что он будет показан на Paramount Network. В 2008 году было объявлено, что сиквел будет носить название «Афросамурай: Воскрешение», и что актёры Люси Лью и Марк Хэмилл будут принимать участие в его производстве. Хип-хоп артист RZA также вернулся для создания саундтрека к фильму. «Афросамурай: Воскрешение» дебютировал на Paramount Network в ночь на 25 января 2009 года. 16 июля 2009 года фильм был номинирован на Эмми в номинации «Выдающаяся Анимационная программа (один час или более)». Арт-директор «Афросамурай: Воскрешение», Сигэми Икеда, получил Эмми за работу в фильме, что стало первым премированием Эмми японской анимации.
В конце 2009 года вышел DVD «Afro Samurai: Complete Murder Sessions», вошедший в бокс-сет, состоящий из 4 дисков с режиссёрскими версиями обоих фильмов.
Заявленная в 2006 году на Comic-Con киноверсия аниме находится в разработке. 21 июля 2011 года Gonzo KK и Indomina Group объявили о приобретении Indomina Group прав на съёмки фильма с Сэмюэлем Джексоном, Джасбером Сингх Манном (вице-председатель и главный исполнительный директор Indomina Group) и Шином Исикава (Gonzo Studios) в качестве продюсеров, и Эли Селденом из Anonymous Content в качестве исполнительного продюсера.

## В ролях
- Сэмюэл Л. Джексон — Афросамурай/Ниндзя
- Люси Лью — Сио
- Марк Хэмилл — Бин
- Джефф Беннетт — Третий брат
- Стивен Блум — Ассасин
- С. Скотт Баллок — Профессор Драхман
- Грей Делайл — Огин
- Грег Иглз — Рокутаро
- Захари Гордон — Котаро
- Фил Ламарр — Афросамурай (подросток)
- Юрий Ловенталь — Джинно
- Лайам О`Брайэн — Шичигоро
- Кевин Майкл Ричардсон — Блексмит
- RZA — ДиДжей
- Ариэль Уинтер — Сио (маленькая)
- Дейв Уиттенберг — Адолесцент

## Саундтрек
Саундтрек ко второму фильму «RZA Presents: Afro Samurai: Resurrection» был выпущен 27 января 2009 года компанией Koch Records.
| #  | Название                                  | Исполнитель | Время |
| -- | ----------------------------------------- | --- | ----- |
| 01 | Combat (Afro Season II Open Theme)        | RZA, and P. Dot | 2:50  |
| 02 | You Already Know                          | Inspectah Deck, Kool G Rap & Suga Bang Bang                                                                          | 2:48  |
| 03 | Blood Thicker Than Mud «Family Affair»    | Reverend William Burk, Sly Stone & Stone Mecca                                                                       | 3:33  |
| 04 | Whar                                      | Kool G Rap, Ghostface Killah, RZA & Tash Mahogany                                                                    | 4:25  |
| 05 | Girl Samurai Lullaby                      | Rah Digga & Stone Mecca                                                                                              | 3:21  |
| 06 | Fight For You                             | Thea Van Seijen | 2:01  |
| 07 | Bitch Gonna Get Ya'                       | Rah Digga | 3:37  |
| 08 | Bloody Days Bloody Nights                 | Prodigal Sunn & Thea Van Seijen                                                                                      | 1:47  |
| 09 | Kill Kill Kill                            | Monk | 2:44  |
| 10 | Nappy Afro                                | Boy Jones | 3:36  |
| 11 | Bloody Samurai                            | Black Knights, Dexter Wiggles & Thea Van Seijen                                                                      | 3:34  |
| 12 | Dead Birds                                | Sunz Of Man & Shavo Odadjian                                                                                         | 2:22  |
| 13 | Arch Nemesis                              | Ace & MoeRoc | 2:48  |
| 14 | Brother’s Keeper                          | RZA, Reverend William Burk & Infinite                                                                                | 3:42  |
| 15 | Yellow Jackets                            | Ace & MoeRoc | 3:04  |
| 16 | Take The Sword Part III                   | 60 Second Assassin, Leggezin, Crisis, Christbearer, Monk, Tre Irie, Beretta 9, Bobby Digital & Reverend William Burk | 10:50 |
| 17 | Number One Samurai (Afro Season II Outro) | RZA & 9th Prince | 2:56  |